# Helstrup (plaats)
Helstrup is een plaats in de Deense regio Midden-Jutland, gemeente Randers, en telt 229 inwoners (2008).